# Federgo

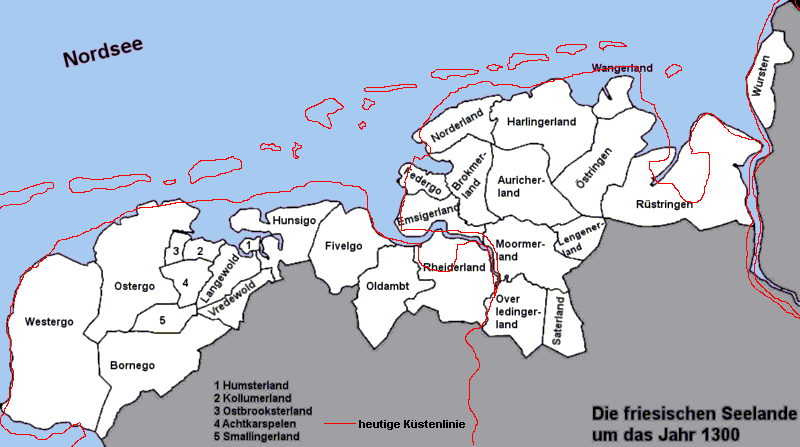
Federgo var ett av de frisiska landskapen vid tiden för den frisiska friheten (runt år 1300)

Federgo (Federitga eller Federgau) är ett historiskt frisiskt landskap i nordvästra Ostfriesland, Niedersachsen, Tyskland.
Landskapet ligger vid Vadehavet och omfattar bland annat nuvarande Krummhörn. Federgo gränsade i öster till det frisiska landskapet Brokmerland och i söder till Emsigerland. Liksom de andra frisiska landskapen skickade Federgo representanter till det årliga tinget i Upstalsboom utanför Aurich under tiden för den frisiska friheten.